# Gigny-Bussy
Gigny-Bussy é uma comuna francesa na região administrativa do Grande Leste, no departamento de Marne. Estende-se por uma área de 22.45 km², e possui 233 habitantes, segundo o censo de 2018, com uma densidade de 10 hab/km².